# 高山竜太朗
高山 竜太朗（たかやま りゅうたろう、1995年2月21日 - ）は、鹿児島県鹿児島市出身の元プロ野球選手（捕手）。右投右打。プロでは育成選手であった。

## 経歴

### プロ入り前
鹿児島工業高等学校では、7番・捕手で出場した2年生の夏の第93回全国高等学校野球選手権鹿児島大会、5番・捕手で出場した3年生の夏の第94回全国高等学校野球選手権鹿児島大会において準々決勝に進出した。
高校卒業後は、福岡県福岡市の九州産業大学に進学し硬式野球部に入部。高良一輝とバッテリーを組み、3・4年生時には全日本大学野球選手権に2年連続の出場を果たす。
2016年10月20日、プロ野球ドラフト会議において読売ジャイアンツから育成選手ドラフト6巡目指名され、11月19日、支度金300万円、年俸240万円（金額は推定）で契約合意に達し、同月23日に東京ドームで新入団選手発表が行われた。背番号は010。

### プロ入り後
2017年は三軍の試合にのみ出場。81試合に出場し、打率.179、5本塁打、21打点の成績を残す。100打席以上立った巨人三軍選手の中では、高卒1年目の加藤脩平（.177）に次ぐ低打率だった。
2020年は二軍戦6試合に出場し、打率.143、0本塁打、0打点。三軍戦は33試合に出場し、打率.191、0本塁打、5打点という成績を残したが、11月2日に戦力外通告が公示された。

### 現役引退後
現役引退後の2021年より、鹿児島県に拠点を置く「鹿児島トランスポート」にて軟式野球を続けている。2023年にはチームの主将を務める。

## 選手としての特徴
二塁到達で最速1秒79の鉄砲肩。平均で1秒8台後半から1秒9台前半の記録をもつ。

## 詳細情報

### 年度別打撃成績
- 一軍公式戦出場なし

### 背番号
- 010 （2017年 - 2020年）